# Haspengouws Plateau
Het Haspengouws Plateau is een plateau in het zuiden van de Belgische provincie Limburg en noorden van de provincie Luik. Het plateau valt voor een groot deel samen met de streek droog-Haspengouw. Het plateau ligt op een hoogte tussen de 50 en 200 meter boven de zeespiegel.
Het plateau kenmerkt zich door het glooiende landschap en de afwezigheid van bronnen en riviertjes.
Verder naar het zuidwesten ligt het Brabants Plateau en verder naar het oosten het Plateau van Herve.
Geologisch gezien behoort de Cannerberg ook tot dit plateau; aangezien deze heuvel voor het grootste gedeelte in Nederland ligt wordt deze voor officiële doeleinden  niet tot het Haspengouws Plateau gerekend. Het Plateau van Caestert met de Sint-Pietersberg is een smalle uitloper van het Haspengouws Plateau.
Aan de oostkant van het plateau wordt in de Groeve Romontbos en de Groeve CBR kalksteen gewonnen voor de productie van cement in de cementfabriek CBR Lixhe. Eveneens wordt er kalksteen gewonnen in de Groeve Kreco en vroeger ook in de Groeve Dierkx.